# Соса, Кристиан
Кристиа́н Никола́с Со́са Де Лука (исп. Christian Nicolás Sosa De Luca; 19 февраля 1985, Монтевидео) — уругвайский футболист, защитник итальянского клуба «Модена».

## Карьера
В начале карьеры Кристиан Соса выступал за уругвайские клубы «Дефенсор Спортинг» и «Пласа Колония». Однако он не получал достаточной игровой практики (в составе Violetas уругваец сыграл лишь 6 матчей в чемпионате страны), и летом 2008 года перебрался в Италию. Сезон 2008/09 футболист провёл в «Таранто», представлявший Высший дивизион Профессиональной лиги, в следующем сезоне выступал за «Галлиполи» из Серии Б. В сентябре 2010 года, после того как итальянский клуб обанкротился, Соса в качестве свободного агента перешёл в команду «Тыргу-Муреш» из Румынии. В чемпионате Румынии защитник 4 раза выходил на поле и отличился 1 голом, в Кубке Румынии отыграл одну встречу.
В январе 2011 года Кристиан вернулся в Италию и подписал контракт с «Таранто», продолжавшем выступать в третьей по значимости лиге. Игрок регулярно выходил в основном составе, дважды участвовал в серии плей-офф за выход в Серию Б, но оба раза команде не удавалось повышение в классе. В 2012 году «Таранто» был объявлен банкротом, поэтому уругвайский защитник перешёл в «Читтаделлу», игравшую в серии Б. В январе 2014 года его выкупила «Венеция».
Летом 2014 года Кристиан перебрался в «Алессандрию». С командой дошёл до полуфинала Кубка Италии 2015/2016.
31 августа 2017 года подписал контракт с «Моденой».